# 齊秉節
齐秉节（1230年—1291年），字子度，元朝滨州蒲台（今山东滨州南）人。齐珪的儿子。
齐秉节涉猎书史，稍知兵法。至元三年（1266年），承袭父爵，担任千户，镇枣阳。至元五年（1268年），随大军攻打南宋，略地郢州大洪山，有战功。至元七年（1270年），升上千户，权万户。至元十一年（1274年），攻武矶堡，擒获宋将阎都统。至元十二年（1275年）奉命屯建康，在西离山击败宋将赵淮，追至溧阳。参与攻克太平、安庆等地，在昆山击杀宋将张咨议。灭宋之役，多立战功。至元十四年（1277年），为管军总管。至元二十三年（1286年），守饶州，镇压安仁蔡福一反元起事。至元二十五年（1288年），升为枣阳万户府副万户。至元二十八年（1291年），六十二岁去世。子齐英襲位。